# MiG-8
MiG-8 (nazywany czasem także Utka – kaczka) – radziecki samolot eksperymentalny w układzie kaczki, powstały w biurze konstrukcyjnym MiG w połowie lat czterdziestych.
Była to konstrukcja bardzo nowatorska i oryginalna. Powstała w celu zbadania zalet i wad układu kaczki. W MiGu-8 po raz pierwszy w ZSRR zastosowano ukośne skrzydło, a także – po raz pierwszy w samolotach MiG – przednie koło. Podczas badań zbierano m.in. informacje na temat zachowania się ukośnego skrzydła podczas lotów z małą prędkością. Doświadczenia zebrane podczas pracy nad MiG-8 wykorzystano później przy konstruowaniu MiGa-15, który okazał się wielkim sukcesem wytwórni.
MiG-8 został oblatany w listopadzie 1945 r., natomiast badania fabryczne trwały do lata 1946 r.
Zbudowano tylko jeden egzemplarzu samolotu, który był kilkakrotnie przebudowywany. Po zakończeniu badań Utka była wykorzystywana w biurze MiG jako samolot dyspozycyjny.

## Opis konstrukcji
Całkowicie drewniany górnopłat w układzie kaczki, ze śmigłem pchającym i kółkiem przednim. Silnik gwiazdowy, pięciocylindrowy M-11F o mocy 82 kW